# Vois sur ton chemim
Vois sur ton chemin é uma música do filme Les choristes (br: A Voz do Coração; pt: Os Coristas), lançado em 2004. A música é de Bruno Coulais e a letra de Christophe Barratier, diretor e corroteirista do filme.
No filme, a música é interpretada por Jean-Baptiste Maunier, então maestro e diretor do coro Petits Chanteurs de Saint-Marc .

## Momentos em palco
- Em fevereiro de 2005, a música foi tocada auditivamente por Beyoncé Knowles e o American Boychoir no Oscar de 2005.[1]
- Em 2005, Candan Erçetin gravou uma versão turca, Sevdim Anladım, com o coro Kuştepe Çocuk Korosu em seu álbum Remix'5.[2]
- Em 2009, o quarto single do álbum Back to Basics de Christina Aguilera, "Oh Mother", contém amostras desta música.[3]
- DIVINE também incluiu partes da versão cinematográfica na sua música "3:59 AM".

Foram criadas diversas misturas em mesas de som (techno) da música desde então, mas os lançamentos mais significativos foram:
- Em 2007, Le Bask também usou várias partes da música em seu remix Frenchcore Hardchoriste, de seu álbum "Prostitution Sonore". Em 2023, o vídeo do remix teve 1 milhão de visualizações.[4]
- Em 28 de julho de 2023, o disc jockey alemão BENNETT revelou um conto com o início do remix techno.[5] Foi um sucesso imediato e muito bem recebido nos clubes de Ibiza.[6] O título Vois sur ton chemin (Techno Mix) é distribuído no single de mesmo nome. O vídeo do remix tem mais de 10 milhões de visualizações após 2 meses[7] e mais de 160 milhões de transmissões no Spotify até o final de 2023  .
- Em 17 de agosto de 2023, o disc jockey brasileiro DJ Holanda remisturou a música sob o título Montagem coral com um toque de funk brasileiro em colaboração com Mc Gw, Mc Th e Mc Cyclope. Com 3 milhões de visualizações em 2 meses no YouTube,[8] o remix está rapidamente ganhando popularidade no Instagram e no TikTok.[9]

## Distinção
- Oscar 2005: nomeação para o Oscar de Melhor Canção Original.[10]

## Anexos

### Links externos
- Ressources relatives à la musique :
  - AllMusic
  - Carnegie Hall
  - Genius
  - MusicBrainz (œuvres)